# FSG Typ 3
Der FSG Typ 3 war ein Containerschiffstyp der Flensburger Schiffbau-Gesellschaft, der in den Jahren 1984 bis 1986 in zwei Einheiten für die brasilianische Reederei Aliança und in zwei Einheiten für die chinesische Reederei COSCO gebaut wurde.

## Einzelheiten
Der Typ-3-Entwurf basierte auf dem Ende der 1970er Jahre von der FSG konzipierten FSG Typ 1, der ab 1980 in acht Einheiten für mehrere Reedereien gebaut wurde. Die Baureihe der Typen 1 bis 5 bildete eine Modellfamilie von Containerschiffen von 1150 TEU bis 1800 TEU, die bis zum Verkauf der FSG im Jahr 1982 über das Mutterunternehmen Harmstorf-Gruppe vermarktet wurden.
Die Schiffe waren als vielseitig einsetzbare Containerschiffe mit weit achterem Deckshaus ausgelegt. Der Grundentwurf wurde für die beiden Aliança-Schiffe im Hinblick auf die Anforderungen der Containerlinienfahrt nach Südamerika weiterentwickelt. Ihre Containerkapazität betrug 1402 TEU, von denen 656 TEU in den Laderäumen verstaut werden konnten. Der Aliança-Entwurf wurde in der Länge angepasst und kürzer ausgeführt, war jedoch für eine Verlängerung um 16 Meter (die Länge einer 40-Fuß-Containerbay) vorgeplant, was die Kapazität auf insgesamt 1600 TEU erhöht hätte – die Option wurde bei den beiden kurzen Schiffen nie umgesetzt. Die etwas später gebauten COSCO-Schiffe wurden dagegen in der langen Typ-3-Grundvariante fertiggestellt. Die Aliança-Schiffe besaßen acht Laderäume, die in den Laderäumen 2 bis 8 jeweils längsschiff durch zwei Längsherfte geteilt waren und durch drei nebeneinander angeordnete Pontonlukendeckeln verschlossen wurden, die COSCO-Einheiten hatten bei gleicher Längsaufteilung nur sechs teilweise längere Laderäume. Hinter dem Deckshaus befand sich bei allen Einheiten ein 40-Fuß-Decksstellplatz. Die Aliança-Schiffe wurden zum Einsatz in Gebieten mit schlecht ausgebauter Hafeninfrastruktur mit jeweils zwei mittschiffs angeordneten elektrohydraulischen Drehkränen von je 36 Tonnen Kapazität ausgerüstet, die COSCO-Schiffe verfügten über kein Ladegeschirr.
Der Antrieb der Aliança-Schiffe bestand aus einem MAN-B&W-Zweitakt-Dieselmotor des Typs 5L80GBE mit einer Leistung von 11.300 kW, die COSCO-Schiffe erhielten einen B&W-Motor vom Typ  6L70MC mit einer Leistung von 10.800 kW. Die Motoren wirkten direkt auf einen Escher-Wyss-Verstellpropeller und ermöglichen eine Geschwindigkeit von etwa 17 bis 17,5 Knoten. Die Propellerwelle trieb darüber hinaus über eine Vulkan-Kupplung noch einen Wellengenerator an. Weiterhin standen drei Hilfsdiesel und ein Notdiesel-Generator zur Verfügung. Die An- und Ablegemanöver wurden durch ein Bugstrahlruder unterstützt.

## Die Schiffe
| FSG Typ 3 Containerschiffe | FSG Typ 3 Containerschiffe | FSG Typ 3 Containerschiffe | FSG Typ 3 Containerschiffe | FSG Typ 3 Containerschiffe | FSG Typ 3 Containerschiffe                                            |
| Bauname                    | Ablieferung/Baujahr        | Baunummer                  | IMO-Nummer                 | Auftraggeber               | Umbenennungen und Verbleib                                            |
| -------------------------- | -------------------------- | -------------------------- | -------------------------- | -------------------------- | --------------------------------------------------------------------- |
| Copacabana                 | 27. August 1984            | 2001                       | 8223000                    | Aliança                    | Ab 30. Juni 2013 in Aliağa verschrottet.                              |
| Flamengo                   | 17. August 1985            | 2002                       | 8223012                    | Aliança                    | Ab 1. November 2013 bei Leyal GS in Aliağa verschrottet.              |
| Xiang He                   | 13. April 1985             | 2019                       | 8318013                    | COSCO                      | Am 31. August 2013 verlorengegangen.                                  |
| Yu He                      | 17. April 1986             | 2020                       | 8318025                    | COSCO                      | Ab 27. Oktober 2013 bei Jiangmen Zhong Xin Shipbreaking verschrottet. |
| Equasis, grosstonnage      |                            |                            |                            |                            |                                                                       |